# Архиепархия Майами
Архиепархия Майами (англ. Archdiocese of San Antonio, лат. Archidioecesis Miamiensis) — архиепархия Римско-католической церкви, включающая католические приходы в трёх округах штата Флорида: Бревард, Майами-Дейд и Монро. Архиепархия входит в церковную провинцию Майами. Кафедральным собором архиепархии Майами является Собор Пресвятой Девы Марии.

## История
Епархия Майами была создана в 25 мая 1958 года буллой Cum supremum Римского папы Пия XII. Первоначально епархия Майами входила в митрополию Атланты.
В 1968 году была создана церковная провинция Майами и епархии был придан статус архиепархии.

## Ординарии архиепархии
- архиепископ Колеман Френсис Керролл[англ.] (13.08.1958 — 26.07.1977)
- архиепископ Эдвард Энтони Маккарти[англ.] (26.07.1977 — 03.11.1994)
- архиепископ Джон Клемент Фавалора[англ.] (03.11.1994 — 20.04.2010)
- архиепископ Томас Герард Венский (с 20.04.2010)

## Статистика
Территория архиепархии составляет 12 836 квадратных километров. Архиепархия объединяет 736 089 католиков в 111 приходах (2009). Приходы обслуживает 361 священник и 142 постоянных диакона (2004).

## Церковная провинция Майами
В церковную провинцию кроме архиепархии Майами входят 6 епархий Флориды:
- Епархия Орландо;
- Епархия Палм-Бич;
- Епархия Пенсаколы — Таллахасси;
- Епархия Сент-Огастина;
- Епархия Сент-Питерсберга;
- Епархия Вениса.

## Источник
- Libreria Editrice Vaticana, Città del Vaticano, 2003, ISBN 88-209-7422-3.